# Buzz Factory
Buzz Factory es el cuarto álbum de estudio de la banda estadounidense de grunge Screaming Trees, en activo desde 1985 hasta 2000. El álbum fue editado en 1989, siendo el último en la discográfica SST Records. A continuación, el resto de álbumes saldrían a través de los sellos discográficos Sub Pop o Epic Records.

## Lista de canciones
| Buzz Factory |                              |          |  |
| N.º          | Título                       | Duración |  |
| 1.           | «Where the Twain Shall Meet» | 3:29     |  |
| 2.           | «Windows»                    | 2:42     |  |
| 3.           | «Black Sun Morning»          | 5:03     |  |
| 4.           | «Too Far Away»               | 3:37     |  |
| 5.           | «Subtle Poison»              | 3:53     |  |
| 6.           | «Yard Trip #7»               | 2:24     |  |
| 7.           | «Flower Web»                 | 3:41     |  |
| 8.           | «Wish Bringer»               | 3:06     |  |
| 9.           | «Revelation Revolution»      | 2:43     |  |
| 10.          | «The Looking Glass Cracked»  | 3:36     |  |
| 11.          | «End of Universe»            | 6:11     |  |
| 39:23        |                              |          |  |